# Довгань, Александра Сергеевна
Алекса́ндра Серге́евна До́вгань (род. 1 июля 2007, Москва, Россия) — российская пианистка, лауреат всероссийских и международных музыкальных конкурсов. Обладатель Гран-при II Международного конкурса молодых пианистов Grand Piano Соmpetition (2018).

## Биография
Александра Довгань родилась 1 июля 2007 года в Москве.. Воспитывается в музыкальной семье, где оба родителя — пианисты. С пяти лет обучается игре на фортепиано в Центральной музыкальной школе при Московской государственной консерватории им. П. И. Чайковского (класс Миры Марченко, заслуженного учителя РФ, c 2016 по 2019 — заведующей отделением специального фортепиано.)
Первым крупным успехом для А. Довгань стала победа в международном конкурсе юных пианистов Villahermosa в Мексике (2014) в возрасте семи лет. Позже она стала лауреатом целого ряда всероссийских и международных конкурсов, среди которых: II Московский международный конкурс пианистов Владимира Крайнева (Москва, специальный приз Национального филармонического оркестра России «Надежда»), IV Международный конкурс юных пианистов Astana Piano Passion (Астана), XVIII Международный телевизионный конкурс юных музыкантов «Щелкунчик» (Москва, обладатель специального приза зрительских симпатий).
В 2018 году Довгань выиграла Гран-при на II Международном конкурсе молодых пианистов Grand Piano Соmpetition, (Художественный руководитель конкурса — народный артист России Денис Мацуев.) При этом 10-летняя пианистка стала самой юной участницей соревнования.
Александра Довгань активно гастролирует и уже побывала во многих престижных залах Европы и России, как с сольными концертами, так и с оркестрами под управлением Валерия Гергиева, Владимира Спивакова, Владимира Федосеева, Александра Сладковского. В 2018 году вместе с Денисом Мацуевым она открывала международный фестиваль «Лики современного пианизма» в Санкт-Петербурге, в 2019 участвовала в открытии «Года России в Германии» на сцене Берлинской Филармонии. В мае 2019 стоячей овацией завершилось её сольное выступление в амстердамском Консертгебау, в августе — критики и публика были восхищены её игрой на Зальцбургском Фестивале в зале «Моцартеум»; триумфальный концерт в Театре на Елисейских Полях в Париже в ноябре — укрепил значительный успех пианистки в Европе. Среди основных планов Александры Довгань на 2020—2021 г.г. сольные выступления в «Концертхаусе» Вены, Концертном Зале Булеза в Берлине, Тонхалле в Цюрихе, концерты в Мюнхене, Токио, Париже, Милане. Ей также предстоят дебюты с оркестрами Барселоны, Словенской Филармонии, Оркестром итальянской Швейцарии, с оркестром «Моцартеум» в Зальцбурге под управлением Маэстро Тревора Пиннока и оркестром Стокгольмской Филармонии под руководством Тона Коопмана. Молодая пианистка уже обладает харизмой и собственной индивидуальностью на сцене. Глубина, отсутствие внешних эффектов, чистота творческого воображения в сочетании с волнующим, красивым звуком; предельная концентрация и богатая артистическая природа — отличительные черты пианизма Александры Довгань. Среди «немузыкальных» увлечений артистки — математика, рисование, чтение, катание на лыжах и коньках, балет.
А.Довгань является стипендиатом фондов Владимира Спивакова, Мстислава Ростроповича и «Новые имена».
«Редкий случай — к пианистке Александре Довгань не подходит слово „вундеркинд“, потому что это чудо не детское. Вы слышите игру взрослого человека, личности. Я с удовольствием отмечаю искусство её замечательного педагога — Миры Марченко. Но есть вещи, которым научить нельзя. Талант Александры Довгань на редкость гармоничный. Исполнение — истинно и сосредоточенное. Я предрекаю ей великое будущее» (Григорий Соколов).